# Kouznetsov NK-25
Le Kouznetsov NK-25 est un turboréacteur produit par la société russe Kouznetsov. Conçu au début des années 1970, il propulse les bombardiers stratégiques Tupolev Tu-22M. Il était, à l'époque, supérieur à beaucoup d'autres moteurs car il consommait peu.
Le NK-25 égale le moteur NK-321 en étant l'un des plus puissants turboréacteurs supersoniques actuellement en service. Sa poussée atteint 245 kN (55 000 lbf).